# Akademie für Flüssigkeitsraketentriebwerkstechnik
Die Akademie für Flüssigkeitsraketentriebwerkstechnik (chinesisch 航天推進技術研究院 / 航天推进技术研究院), aus historischen Gründen auch „Sechste Akademie“ (六院) genannt, wegen der englischen Bezeichnung Academy of Aerospace Liquid Propulsion Technology oft „AALPT“ abgekürzt, ist die Führungsgesellschaft der China Aerospace Science and Technology Corporation für das Geschäftsfeld Flüssigkeitsraketentriebwerke. Daneben handelt es sich bei der AALPT auch um eine tatsächliche Akademie, mit der Berechtigung zur Verleihung von Ingenieurdiplomen sowie Arbeitsplätzen für Doktoranden und – am Xi’aner und am Pekinger Forschungsinstitut für Raumfahrtantriebe – Postdoktoranden.
Der Hauptsitz der Firma befindet sich im Stadtbezirk Chang’an von Xi’an, Provinz Shaanxi.

## Geschichte
Die 1960 erstmals gestartete Kurzstreckenrakete Dongfeng 1, ein Nachbau der sowjetischen, mit Flüssigsauerstoff und Ethanol arbeitenden R-2, und die Mittelstreckenrakete Dongfeng 2, die 1964 ihren ersten erfolgreichen Einsatz hatte, waren seinerzeit noch vom 5. Forschungsinstitut des Verteidigungsministeriums aus einer Hand entwickelt worden. Die Triebwerke kamen von dem am 2. April 1958 gegründeten, im Pekinger Stadtbezirk Fengtai auf dem Gelände der heutigen Akademie für Trägerraketentechnologie ansässigen 11. Institut (十一所) der Einrichtung.
Getestet wurden sowohl die einzelnen Triebwerke als auch – ab der Dongfeng 2 – ganze Raketen auf der am 10. April 1958 im Straßenviertel Yungang gegründeten,  damals einfach nur „Prüfstation“ (试验站) genannten Einrichtung, die heute das „Institut 101“ der Akademie für Flüssigkeitsraketentriebwerkstechnik bildet.
Als am 4. Januar 1965 jedoch das 5. Forschungsinstitut per Beschluss des Nationalen Volkskongresses aus dem Verteidigungsministerium herausgelöst und in ein eigenes Ministerium umgewandelt wurde, das „Siebte Ministerium für Maschinenbauindustrie“ (第七机械工业部, Pinyin Dì Qī Jīxiè Gōngyè Bù), wurden die Strukturen diversifiziert. Im Zusammenhang mit der Entwicklung der Mittelstreckenrakete Dongfeng 3 und der für Chinas ersten Satelliten Dong Fang Hong I gedachten Trägerrakete Changzheng 1 gründete das Siebte Ministerium noch 1965 in der Hongguang-Schlucht (红光沟), auf dem Gebiet der Großgemeinde Fengzhou im Westen der Provinz Shaanxi, die sogenannte „Basis 067“ (○六七基地, Pinyin Líng Liù Qī Jīdì),
inklusive eigenem Krankenhaus
und einem Gymnasium für die Kinder der Arbeiter und Angestellten.
Dies war die Keimzelle der heutigen Akademie für Flüssigkeitsraketentriebwerkstechnik. Unweit der eigentlichen Basis 067 wurde 1965 das „Forschungsinstitut 165“ (165所) eingerichtet, wo die Triebwerke getestet wurden.
Nach dem Zwischenfall am Ussuri wurde das 11. Institut 1970 der Basis 067 unterstellt und ein Teil der Einrichtungen im Rahmen der „Dritten Front“ (三线) in den Kreis Feng verlegt.
Der in Peking verbliebene Teil des 11. Instituts wurde in „Pekinger Forschungsinstitut für Raumfahrtantriebe“ (北京航天动力研究所) umbenannt.
Als das Siebte Ministerium im März 1993 per Beschluss des Nationalen Volkskongresses aufgelöst und die „Dachgesellschaft für Luftfahrtindustrie“ sowie die „Dachgesellschaft für Raumfahrtindustrie“ gegründet wurden, blieb die Basis 067 bei der Dachgesellschaft für Raumfahrtindustrie. Zusammen mit dem in den Kreis Feng verlegten Teil des 11. Instituts wurde sie nun nach Xi’an verlegt. Seitdem heißt der Shaanxier Teil des 11. Instituts „Xi’aner Forschungsinstitut für Raumfahrtantriebe“ (西安航天动力研究所).
Das ehemalige Forschungsinstitut 165 heiß seit dieser Zeit „Xi’aner Prüfinstitut für Raumfahrtantriebe“ (西安航天动力试验技术研究所). Heute gibt es dort eine Abteilung für die Prüfung von regulären Flüssigkeitstriebwerken, eine für Lageregelungstriebwerke und eine für die neuen Triebwerke, die ab 2000 für die mittelschweren und schweren Trägerraketen entwickelt wurden.
Am 8. April 1994 wurde das Prüfinstitut für Raumfahrtantriebe als eigenständige Tochtergesellschaft mit einem Stammkapital von 3,05 Millionen Yuan aus der Basis 067 ausgegliedert.
Heute besitzt die umgangssprachlich immer noch als „Institut 165“ bezeichnete Firma einen Prüfstand für Antriebsmodule mit vier fest montierten Triebwerken, einen Prüfstand für ein einzelnes auslenkbares Triebwerk, einen Prüfstand für Module mit bis zu fünf auslenkbaren Triebwerken, einen Prüfstand, auf dem Vakuumbedingungen simuliert werden können, einen Prüfstand für Lageregelungstriebwerke sowie in Baolongyu in den Bergen südlich von Xi’an das „Prüfzentrum für kryogene Flüssigkeitsraketentriebwerke“ (抱龙峪低温液体火箭发动机试验中心), wo am 6. Juli 2021 ein neuer Prüfstand für die mit einer diergolen Treibstoffkombination aus Raketenkerosin und Flüssigsauerstoff betriebenen Triebwerke im Schubkraftbereich von 1200 kN (YF-100 etc.) in Betrieb genommen wurde.
Bereits im Jahr 1992 errichtete man im Xi’aner Stadtbezirk Yanta die „Xi’aner Fabrik für Raumfahrttriebwerke“ (西安航天发动机厂), auch bekannt als „Fabrik 7103“, wo die schweren Triebwerke vom Typ YF-75 gebaut wurden.
Als am 1. Juli 1999 die Dachgesellschaft für Raumfahrtindustrie in einen vorwiegend zivilen und vorwiegend militärischen Konzern aufgespalten wurde, blieb die Basis 067 bei der vorwiegend zivilen China Aerospace Science and Technology Corporation. Viele Atomraketen wie zum Beispiel die Dongfeng 31 verwenden wegen der besseren Lagerfähigkeit Feststoffantriebe. Unter anderem bei der Dongfeng 5 kommen jedoch bis heute Flüssigkeitsraketentriebwerke zum Einsatz. Daher wurde die Herstellung dieser Raketen bei der Umstrukturierung 1999 der der CASC unterstehenden Chinesischen Akademie für Trägerraketentechnologie übertragen.
Um bei der CASC besser in das dortige System der „Akademien“ (研究院, ein historischer Ausdruck für „Geschäftsbereich“) zu passen, wurde die Basis 067 im Jahr 2001 mit Genehmigung des Staatsrats der Volksrepublik China in „Akademie für Flüssigkeitsraketentriebwerkstechnik“ umbenannt, auch bekannt als „Sechste Akademie“.

## Geschäftsbereiche
Die Kernkompetenz der Akademie für Flüssigkeitsraketentriebwerkstechnik liegt bei der Entwicklung und Herstellung von Flüssigkeitsraketentriebwerken der YF-Serie, wobei die mit bei Raumtemperatur lagerbaren, hypergolen Treibstoffmischungen arbeitenden Triebwerke sowie die Kerosin/Sauerstoff-Triebwerke vom Xi’aner Forschungsinstitut für Raumfahrtantriebe gebaut werden, die mit kryogenen Treibstoffen arbeitenden Triebwerke vom Pekinger Forschungsinstitut für Raumfahrtantriebe. Das  Institut 101 in Peking betreibt einerseits chemische Forschung bezüglich der für Flüssigkeitstriebwerke geeigneten Treibstoffe, andererseits stellt es diese auch selbst her. Jenes Institut, das sich seit seiner Gründung 1958 mit kryogenen Treibstoffen befasst, besitzt die größte Anlage zur Herstellung von flüssigem Wasserstoff in China mit einer Kapazität von 2 Tonnen pro Tag – auch für nicht raumfahrtbezogene Wasserstoffantriebe – und stellt außerdem Flüssigsauerstoff, Flüssigstickstoff und  gekühltes Helium her.
Auf der Prüfstation des Instituts 101 in Yungang können nicht nur einzelne Triebwerke, sondern auch – seit 2012 in einem neuen Gebäude – ganze Raketenstufen mit mehreren darin eingebauten Triebwerken getestet werden. Dies erfolgt regulär vor dem Erstflug einer neuen Rakete ein- bis zweimal für jede Stufe. Seit den Problemen mit dem YF-77-Triebwerk der Changzheng 5 im Jahr 2017 gibt es dort auch einen eigenen Prüfstand für Turbopumpen.
Bei dem bis 2008 zur Shanghaier Akademie für Raumfahrttechnologie (SAST) gehörenden Institut 801 im dortigen Stadtbezirk Xuhui befasst man sich mit der Entwicklung von Lageregelungstriebwerken mittlerer und kleiner Schubkraft für Satelliten, Raumschiffe, die Chinesische Raumstation,
Atomraketen und Tiefraumsonden.
Im Stadtbezirk Pudong befindet sich die Fabrik 203, wo die Triebwerke hergestellt werden.
Daneben befasst man sich in Xi’an auch mit elektrischen Antrieben. Von einem mit Mikrosystemtechnik realisierten elektrothermischen Antrieb (Free Molecular Micro-Electro-Thermal Resist Jet bzw. FMMR)
für Mikrosatelliten über ein thermisches Lichtbogentriebwerk mit Ammoniak als Stützmasse
und einem mit Radiowellen arbeitenden magnetoplasmadynamischen Antrieb
bis zu einem gepulsten Mikrolichtbogenantrieb,
der am 23. Oktober 2019 an Bord des am 17. August 2019 gestarteten Erdbeobachtungssatelliten Qiansheng-1 01 (千乘一号01星) erstmals im Orbit gezündet wurde.
Im Laufe der Jahrzehnte erwarb man große Erfahrung bei der Konstruktion von Pumpen und Ventilen. So stellt man heute zum Beispiel in Xi’an alle Arten von Pumpen mit Förderleistungen von bis zu 1000 l/s, Umdrehungsgeschwindigkeiten von bis zu 70.000 rpm und Temperaturen des zu befördernden Mediums zwischen −185 °C und +200 °C für Anwendungen in Luft- und Raumfahrt, Schiffsbau, Kernkraftwerken, bei der Feuerwehr, in der chemischen Industrie und bei der Ölförderung her.
Das Pekinger Forschungsinstitut für Raumfahrtantriebe gründete 1991 die Beijing Aerospace Petrochemical Technology and Equipment Engineering GmbH,
die auf die Herstellung von Sicherheitsventile für alle Arten von Druckkesseln sowie Spezialventilen für Anwendungen in der chemischen Industrie spezialisiert ist.
Am Xi’aner Forschungsinstitut für Raumfahrtantriebe gibt es ein spezielles „Zentrum für Dichtungstechnologie“ (密封技术研制中心), das sich mit der Entwicklung und Herstellung von nichtmetallischen und metallischen Dichtungsringen nicht nur für den zivilen und militärischen Raketenbau, sondern auch für alle Arten von Anwendungen im Schiffsbau, der petrochemischen Industrie etc. befasst. Im Jahr 2012 wurden dort von gut 300 Arbeitern und Angestellten über 3000 verschiedene Dichtungsringe hergestellt.
Vorstandsvorsitzender der Akademie für Flüssigkeitsraketentriebwerkstechnik ist seit Januar 2021 Wang Wanjun (王万军).
Im Laufe der Zeit wurden mehrere Abteilungen der Firma als eigenständig wirtschaftende Tochterunternehmen ausgegliedert. Stand 2021 besitzt die Akademie für Flüssigkeitsraketentriebwerkstechnik noch folgende ihr direkt unterstehende Einrichtungen:
- Xi’aner Forschungsinstitut für Raumfahrtantriebe (西安航天动力研究所),[41] auch bekannt als „Institut 11“ bzw. 十一所
- Shaanxier Konstruktionsbüro für Kraftmaschinen (陕西动力机械设计研究所)
- Pekinger Forschungsinstitut für Raumfahrtantriebe (北京航天动力研究所), auch bekannt als „Institut 11 (Hauptstadt)“ bzw. 十一所（京）[42]
- Institut 801 (六院801所), auch bekannt als „Shanghaier Institut für Weltraumantriebe“
- Fabrik 203 (801所\203厂)
- Xi’aner Fabrik für Raumfahrttriebwerke (西安航天发动机厂), auch bekannt als „Fabrik 7103“ bzw. 7103厂[43]
- Xi’aner Forschungsinstitut für Raumfahrtmesstechnik (西安航天计量测试研究所)
- Raumfahrtgrundschule Xi’an (西安航天小学)[44]
- Raumfahrtgymnasium Xi’an (西安市航天中学)[45]
- Raumfahrthauptkrankenhaus Xi’an (西安航天总医院)[46][47]

Zu den wichtigsten Projekten gehört derzeit die Entwicklung von Wasserstoff/Sauerstoff-Triebwerken mit einer Schubkraft von 250 kN (YF-79) und 2200 kN (YF-90), ersteres für die 3. Stufe, letzteres für die 2. Stufe der Changzheng 9.
Das nach dem Hauptstromverfahren arbeitende, mehrfach zündbare und in zwei Richtungen um jeweils ±5° schwenkbare 2200-kN-Triebwerk soll im Vakuum einen spezifischen Impuls von 453 s liefern. Es wurde ein Konzept gewählt, bei dem im Vorbrenner der gesamte Wasserstoff mit einem kleinen Teil des Sauerstoffs verbrannt wird, und dann, nachdem das 850 K heiße Gas die Turbopumpen angetrieben hat, in der Hauptbrennkammer mit dem Rest des Sauerstoffs zur Schuberzeugung verbrannt wird, das was man im englischen Sprachgebrauch als fuel-rich staged combustion cycle bezeichnet. Wie beim YF-77 gibt es bei dem neuen Triebwerk zwei getrennte Turbopumpen für Wasserstoff und Sauerstoff, wobei die Wasserstoffpumpe mit einer Geschwindigkeit von 33.000 rpm rotiert, also etwas langsamer als beim YF-77, und die Sauerstoffpumpe mit 23.000 rpm, also schneller als beim YF-77. Durch die Steuerung des Sauerstoffanteils bei dem Gasgemisch im Vorbrenner lässt sich die Schubkraft des in gewisser Weise mit dem sowjetischen RD-0120 vergleichbaren Triebwerks bis auf 65 % seiner vollen Leistung herabregeln.
Im November 2020 wurde das Zusammenwirken des Vorbrenners mit der Sauerstoffpumpe und der Wasserstoffpumpe – zunächst noch in getrennten Versuchen – auf dem Prüfstand erfolgreich getestet.
Ein erfolgreicher Test des gesamten Halbsystems erfolgte am 2. Februar 2023.
Die aus zwei Abschnitten bestehende Düse des Triebwerks mit einem Durchmesser von 2,5 m an ihrem unteren Rand besitzt in die Innenwand gefräste Kühlkanäle, über denen sich eine teilweise nur 1 mm dicke, mit einem aufwendigen Diffusionshartlötverfahren befestigte Außenwand befindet. Die Düse wird nicht bei der Akademie für Flüssigkeitsraketentriebwerkstechnik selbst hergestellt, sondern in der für diese Technik ausgerüsteten Werkstatt 14 der Hauptstädtischen Raumflugkörper GmbH, einer Tochterfirma der Chinesischen Akademie für Trägerraketentechnologie.
Im Juli 2021 wurde der erste vollständige Prototyp des Triebwerks fertiggestellt.
Um das gesamte Triebwerk inklusive Düse testen zu können, baut das Institut 101 seit dem 30. März 2023 auf dem Gebiet des Verwaltungsdorfs Tongchuan (仝川村) der Großgemeinde Yangjiazhuang des Kreises Laiyuan in den Bergen 120 km südwestlich von Peking auf einem 66,7 ha großen Gelände ein neues Prüfzentrum für mit kryogenen Flüssigtreibstoffen arbeitende Triebwerke mit einer Schubkraft von bis zu 5000 kN, das „Prüfzentrum Laiyuan für Raumfahrtantriebe“ (航天宇航动力涞源试验中心).
Der erste Bauabschnitt umfasst 26,7 ha.
Das Institut 101 besitzt im Kreis Laiyuan bereits eine Fabrik für 1,1-Dimethylhydrazin und Distickstofftetroxid, die bei den älteren Triebwerken als Treibstoff bzw. Oxidator verwendet werden.
Am 31. Dezember 2022 stellte das Xi’aner Prüfinstitut für Raumfahrtantriebe, auch bekannt als „Institut 165“, bei Tongchuan im Westen von Shaanxi den Rohbau einer Anlage mit zwei Prüfständen für das schwere Kerosin-Sauerstoff-Triebwerk YF-130 fertig, das bei der 1. Stufe der Changzheng 9 zum Einsatz kommen soll. Die Anlage wird als „Prüfzentrum Tongchuan für neue Raumfahrtantriebe“ (宇航新动力铜川试验中心) oder „Prüfareal Tongchuan“ (铜川试验区) bezeichnet. Nachdem am 22. März 2023 sieben Tests zur zuverlässigen Treibstoffversorgung erfolgreich verlaufen waren, wurde die intern als „Prüfstand 1201“ (1201试车台) bezeichnete Anlage am 1. April 2023 offiziell für den Betrieb freigegeben.
Das YF-130 hat eine Schubkraft 4243 kN auf Meereshöhe, der Prüfstand 1201 ist aber prinzipiell für Kerosin-Sauerstoff-Triebwerksmodule mit bis zu 7000 kN Gesamtschub geeignet.
Außerdem soll bei Wenchang auf der Insel Hainan im Umfeld des Kosmodroms ein größeres Prüfzentrum für die Antriebssysteme schwerer Trägerraketen errichtet werden, um alle Triebwerke der Changzheng 9 und der Bemannten Trägerrakete der neuen Generation vor deren Erstflug an einer einzigen Einrichtung noch einmal zu erproben.
Das nach dem Expanderverfahren arbeitende YF-79 mit 250 kN Schubkraft wurde am 5. September 2022 erstmals erfolgreich auf dem Prüfstand getestet.

## Neues Gebiet
Da durch den Bau der Chinesischen Raumstation und die häufigeren Tiefraummissionen der Nationalen Raumfahrtbehörde eine verstärkte Nachfrage nach Triebwerken für die Trägerraketen Langer Marsch 5 und Langer Marsch 7 bestand, wurde ab 2016 auf einem 48,7 ha großen Gelände der Nationalen Industriebasis für zivile Raumfahrt (西安国家民用航天产业基), dem sogenannten „Neuen Gebiet“ (新区), unweit der Hauptverwaltung eine Fabrik gebaut, in der vor allem das Flüssigsauerstoff-Raketenkerosin-Triebwerk YF-100 hergestellt werden soll,
das in den Varianten YF-100K und YF-100M auch für die in Entwicklung befindliche Bemannte Rakete der neuen Generation benötigt wird.
Verwaltungsmäßig untersteht die neuen Einrichtung der Fabrik 7103 (siehe oben). Im Oktober 2020 nahm man in den Fabrikhallen A2, A3 und A4, wo Ventile und Turbopumpen zusammengebaut werden und die Endmontage der Triebwerke stattfindet, schrittweise den Betrieb auf, selbstverständlich mit modernster Technik (Industrieroboter, Fahrerlose Transportfahrzeuge etc.).
Im August 2022 waren die auf neun Gebäude verteilten Anlagen für eine industrielle Massenproduktion von nach dem Hauptstromverfahren arbeitenden Sauerstoff-Kerosin-Triebwerken der YF-100-Familie fertiggestellt – das Gelände wurde hierfür um 17,3 ha erweitert – und am 12. Januar 2023 erfolgte die Endabnahme durch die Abteilung für technische Systeme I der Nationalen Behörde für Wissenschaft, Technik und Industrie in der Landesverteidigung. Damit war nun eine Trennung der Produktionslinien für die Kerosin-Triebwerke und die mit hypergolen Treibstoffmischungen arbeitenden Triebwerke der YF-20-Familie vollzogen, die für die älteren Raketen im Stammwerk weiterhin hergestellt werden. Da die 12.992 Satelliten des Nationalen Netzwerks, das unter anderem weltweiten Internetzugang über Satellit bieten soll, mit schweren Trägerraketen vom Typ Langer Marsch 5B ins All gebracht werden sollen, deren vier Booster jeweils zwei YF-100-Triebwerke besitzen, wird auch in fernerer Zukunft eine hohe Nachfrage nach diesen Triebwerken bestehen.

## Lehre
1978 gründete die damalige Basis 067 mit Genehmigung des Ministeriums für Bildung der Volksrepublik China die Shaanxier Hochschule für Raumfahrtangestellte (陕西航天职工大学). Die Einrichtung steht unter der Aufsicht des Kultusministeriums der Provinz Shaanxi (陕西省教育厅) und besitzt die Berechtigung zur Verleihung von Ingenieurdiplomen. Im Jahr 2000 kam die Xi’aner Berufsschule für Raumfahrt (西安航天技工学校) hinzu, wo unter der Aufsicht des Arbeits- und Sozialministeriums der Provinz Shaanxi (陕西省人力资源和社会保障厅) Facharbeiter ausgebildet werden.
Die Hochschule besitzt drei Fakultäten:
- Raumfahrtbezogene Produktion (航天制造系). Hier befasst man sich vor allem mit Elektrotechnik und Computerized Numerical Control, aber auch mit Photovoltaik sowie Entwurf und Herstellung von Gussformen und Gesenken.
- Moderne Dienstleistung (现代服务系). Hier befasst man sich mit Computernetzwerken, elektronischem Handel, Computeranimationen und Betriebswirtschaft.
- Grundkenntnisse (公共基础系). Hier werden den Studenten Grundkenntnisse in technischem Englisch und höherer Mathematik vermittelt.

An der Berufsschule gibt es zwei Fachbereiche, an denen nach dem dualen System unterrichtet wird:
- Intelligente Produktion (智能制造系). Hier werden die Schüler an CNC-Maschinen, 3D-Druckern, CAD-Programmen etc. ausgebildet.
- Maschinelle Verarbeitung (机械加工系). Hier werden alle Arten von Zerspanungstechniken vermittelt.[69]

An den Instituten 11, 11 (Hauptstadt), 101 und 801 werden außerdem noch folgende zweieinhalbjährige Studiengänge für Doktoranden angeboten, bei denen nicht nur keine Studiengebühren anfallen, sondern ein monatliches Stipendium von 2000 Yuan (Stand 2020) bezahlt wird. Absolventen werden im Allgemeinen von der Firma übernommen.
- Luft- und Raumfahrttechnik
- Wissenschaftliche Grundlagenforschung für Raumfahrtantriebe
- Moderne Flüssigkeitsraketentriebwerkstechnik
- Hybridantriebstechnik
- Strömungsmaschinentechnik
- Fluiddynamik
- Flüssigkeitsmess-, Steuerungs- und Regelungstechnik
- Turbopumpentechnik
- Störungsdiagnose bei Antriebssystemen und Raketen
- Thermische Prozesse in Antriebssystemen
- Optimierung von Potentialströmung und Rotordynamik beim Entwurf von Turbopumpen
- Vibrations- und Hitzeforschung
- Automatisierte Mess-, Steuerungs- und Regelungstechnik
- Elektrische Antriebssysteme
- Kryotechnik
- Prüfung von kryogenen Triebwerken.[70]

## Tochterunternehmen
Im Rahmen der Reform- und Öffnungspolitik, und auch um bei der politisch gewollten Verschmelzung des militärischen und zivilen Sektors (军民融合) besser mit zivilen Kunden interagieren zu können – das Institut 101 ist zum Beispiel eine Nationale Einrichtung der Geheimhaltungsstufe 1 (国家一级保密资格单位) – gründete die Akademie für Flüssigkeitsraketentriebwerkstechnik seit den 1990er Jahren für die Vermarktung nicht raumfahrtbezogener Produkte und Dienstleistungen mehrere Tochterfirmen:
- Xi’aner Prüfinstitut für Raumfahrtantriebe (西安航天动力试验技术研究所), auch bekannt als „Institut 165“ (六院165所)[71]
- Shaanxi Aerospace Power Hi-Tech AG (陕西航天动力高科技股份有限公司)[72]
- Beijing Astronautics Kai'en Chemical Industry Technology GmbH (北京航天凯恩化工科技有限公司)[73]
- Beijing Aerospace Petrochemical Technology and Equipment Engineering GmbH (北京航天石化技术装备工程有限公司)[36]
- Aerospace Wasserstoffenergiewissenschaft und -technik GmbH, Peking (航天氢能科技有限公司), auch bekannt als „Institut 101“ (六院101所)[74][75]